# ČSD E 499.2 sorozat

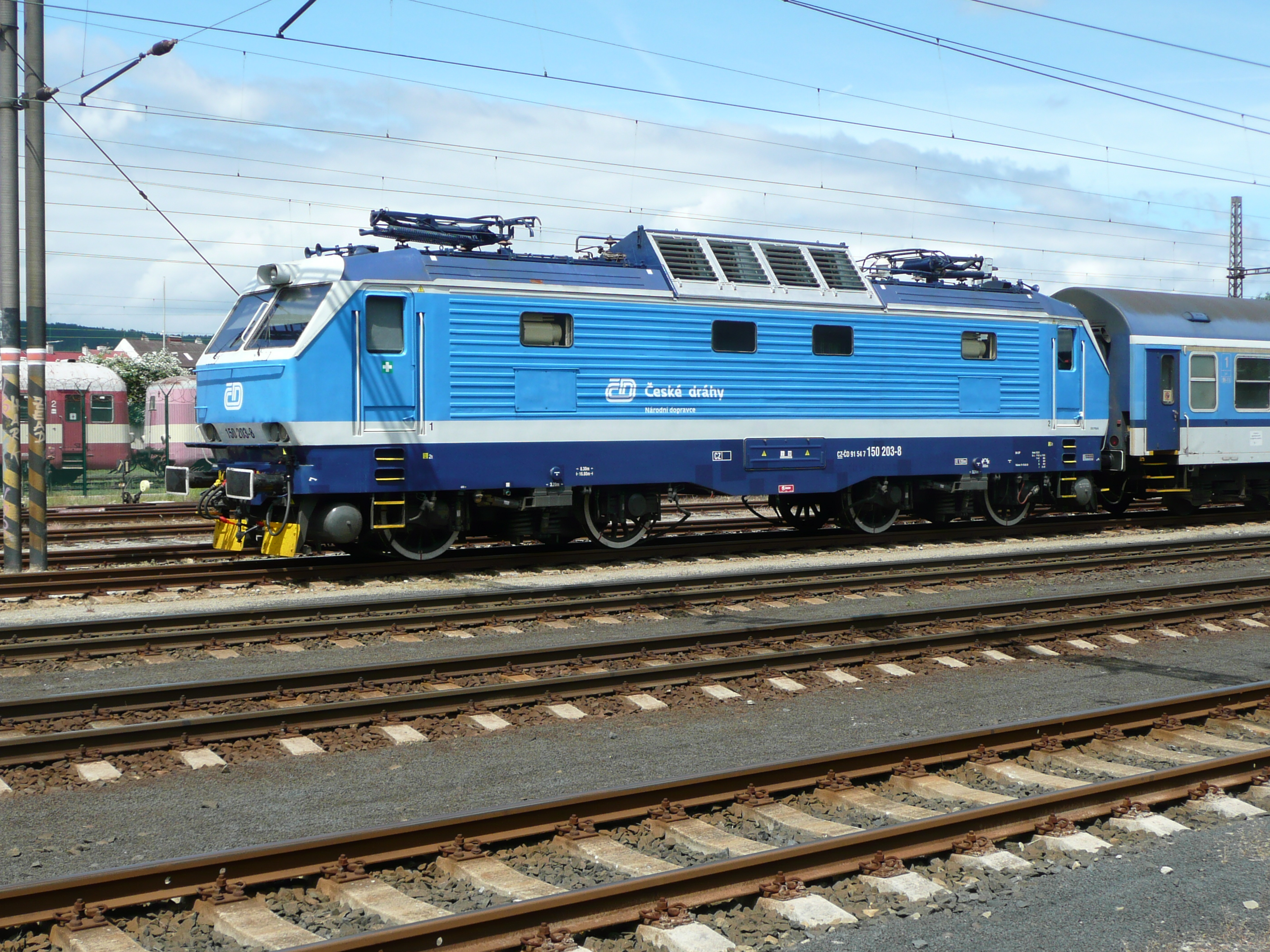
A ČD 150 203 pályaszámú mozdony új színtervvel

A ČSD E 499.2 sorozat, később a ČD 150 sorozat egy csehszlovák Bo'Bo' tengelyelrendezésű villamosmozdony-sorozat. A Škoda gyártotta 1978-ban. Összesen 27 db készült belőle. Beceneve az eredeti zöld-sárga festése miatt banán.

## Alkalmazás
Ez a sorozat a ČSD legfontosabb fővonalára, a Chomutov - Prága - Ostrava - Kassa - Čierna nad Tisou 980 km hosszú vonalára épült, hogy itt az expressz-, gyors- , éjszakai-, és később az InterCity-, EuroCity-vonatokat továbbítsa a teljes útvonalon. Gyakorlatilag a mai napig, most már a ČD és a ŽSSK együttműködésével, a két országon keresztül közlekednek, mint korábban a csehszlovák időszakban, mindössze gyors mozdonyvezető-váltásokkal.
1988-ban valamennyi mozdony a České dráhy tulajdonába került, mint ČD 150 sorozat.
2002-től modernizálni kezdték a mozdonyokat, ezen belül felemelve a mozdonyok sebességét 160 km/h-ra, ezek ČD 151 sorozatjelet kaptak. A megmaradt 150-es sorozatú mozdonyok 2008 óta szintén átalakításra kerülnek, ezek a ČD 150.2 sorozatjelet kapják (Pl. 150 009 → 150 209).
2024. novemberétől fokozatosan kikerülnek a forgalomból, helyüket a Siemens Vectronok veszik át.